# باربی: ماجرای روشنایی ستاره
باربی: ماجرای روشنایی ستاره (به انگلیسی: Barbie: Star Light Adventure) فیلم پویانمایی کودکان ماجراجویی به‌کارگردانی اندرو تن و نویسندگی کیسی آرنولد با همکاری کیت بوتیلیر و نظارت بر داستان نیز برعهدهٔ کریستوفر فوگل بوده‌است. این فیلم در وهلهٔ نخست در ۳۰ ژوئیه با محدودهٔ ۲۴ ساعتی توسط فانتوم ایونتز در سینماها اکران گردید و در ۲۹ اوت توسط سرگرمی خانگی یونیورسال پیکچرز و شبکهٔ تلویزیونی آمریکایی نیکلودئون در ۲ اکتبر به‌صورت ویدئوی خانگی منتشر گردید. متل محصولات مرتبط با این فیلم را نیز منتشر نموده‌است.